# Kap-herr

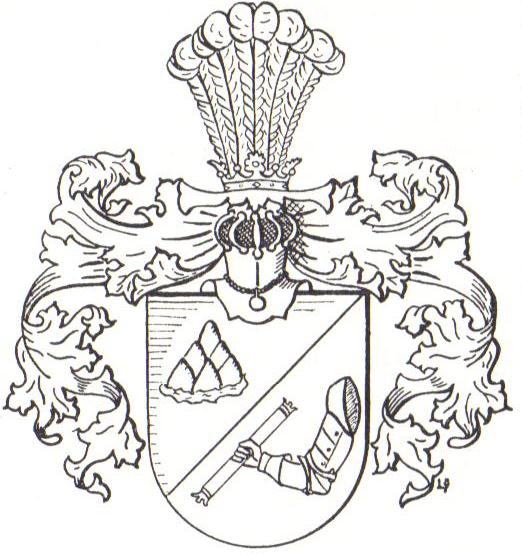
Wappen der Freiherren von Kap-herr

Kap-herr ist der Name eines deutschen Adelsgeschlechts, das durch den Großherzog von Hessen-Darmstadt 1868 in den erblichen Freiherrenstand erhoben wurde. Die Freiherren von Kap-herr sind seit dem 17. Jahrhundert in Mecklenburg sesshaft. Die eigentümliche Schreibweise des Namens wurde verwendet, um die falsche Aussprache (Kapher, vgl. Kaffer) zu verhindern.

## Geschichte
Ein Nachkomme der deutschen Linie, Hermann Christian von Kap-herr (1801–1877), emigrierte im frühen 19. Jahrhundert nach Sankt Petersburg, wo der Bruder seines Vaters, Johan Christian von Kap-herr, bereits den Titel „Kaiserlich Russischer Staatsrat“ trug und somit viel Einfluss und hohes Ansehen genoss. Diesen verschaffte sich auch Hermann Christian, der in Sankt Petersburg zuerst Bankier war und später zum Kaiserlich Russischen Staatsrat, Ritter, Königlich Spanischen Konsul und Erblichen Russischen Ehrenbürger ernannt wurde. Er fungierte zeitweise als Repräsentant der Telegraphen Bau-Anstalt von Siemens & Halske in St. Petersburg. Diese Aufgabe übernahm von ihm anschließend der Bruder des Unternehmensgründers, Carl Heinrich Siemens, der 1855 Kap-herrs Tochter Marie geheiratet hatte. Die Familie Carl und Marie von Siemens wurde auf dem III. Friedhof der Jerusalems- und Neuen Kirchen-Gemeinde vor dem Halleschen Tor in Berlin-Kreuzberg beigesetzt.
Als seine Frau Charlotte Dorothea 1866 verstarb, erwarb Kap-herr das Schloss Lockwitz bei Dresden. Er zog 1867 nach Dresden in das Oppenheimsche Palais, welches er erwarb, so wie auch die Schlösser in Bärenklause und Prohlis. 1868 wurde er zum erblichen hessischen Freiherrn erhoben. Hermann Christian Freiherr von Kap-herr verstarb 1877 in dem von den Semperschülern Carl Kirsten und Otto Kreyssig erbauten Palais Kap-herr in Dresden.
Das Palais Kap-herr wurde im Februar 1945 zerstört, das Schloss Prohlis fiel 1980 einem Brand zum Opfer und wurde 1985 abgerissen. Erhalten sind das Kap-herrsche Mausoleum und das Schloss Lockwitz.
Heute leben die Freiherren von Kap-herr weltweit verstreut.

## Gebäude

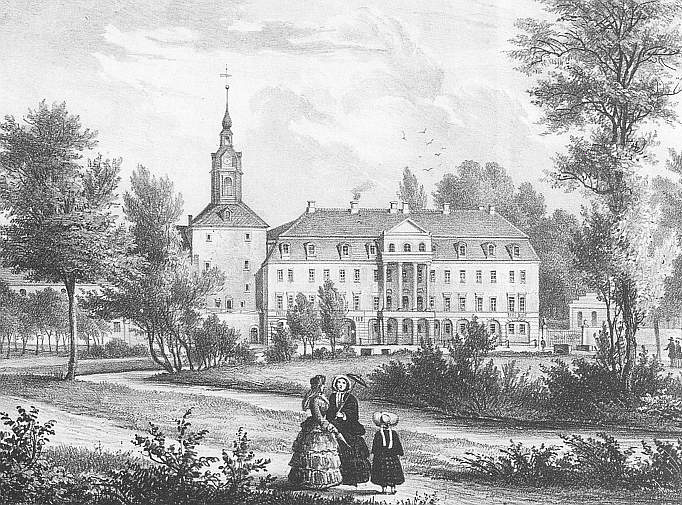
Schloss und Kirche Lockwitz (1856)
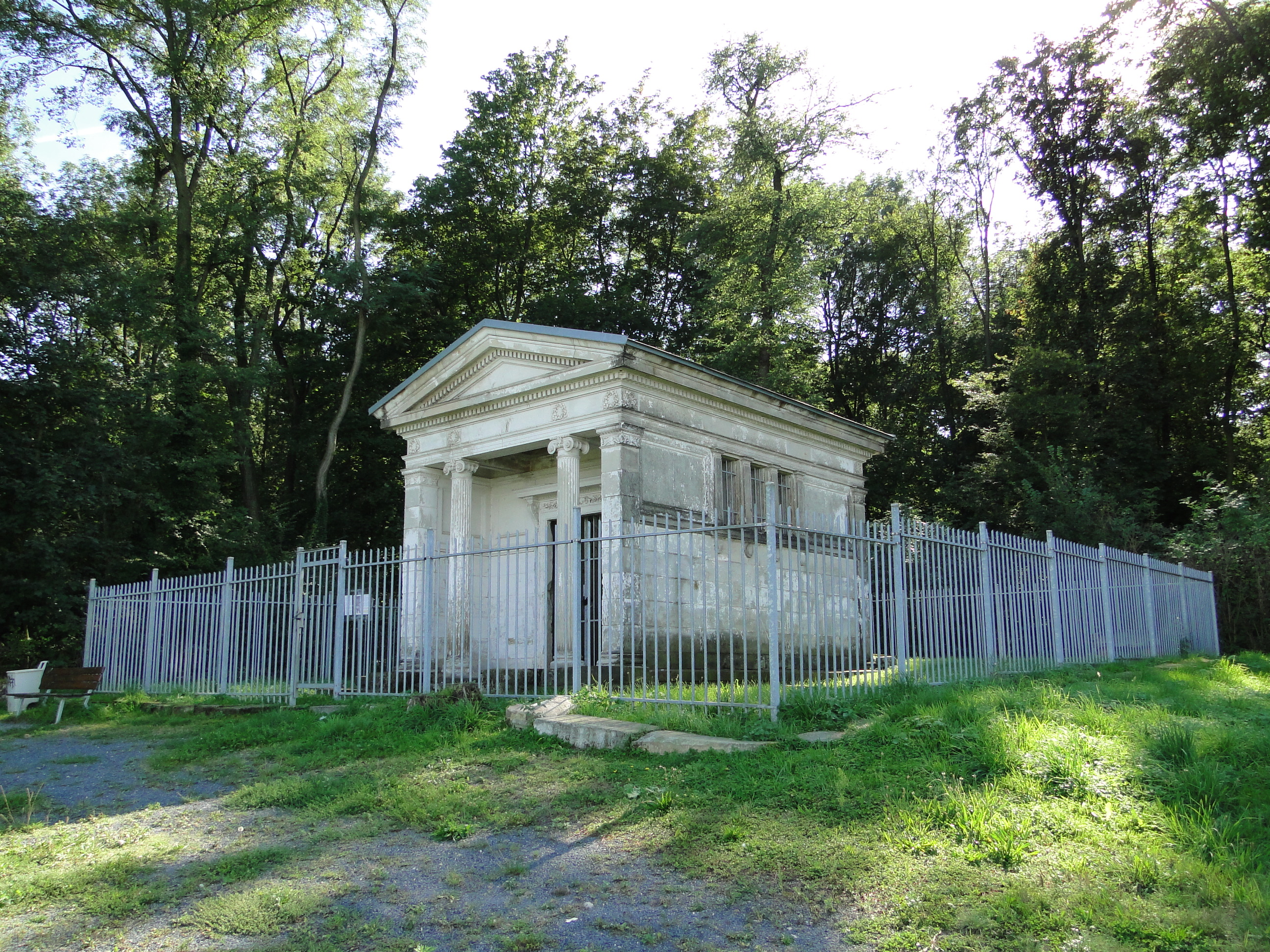
Das Mausoleum oberhalb von Lockwitz
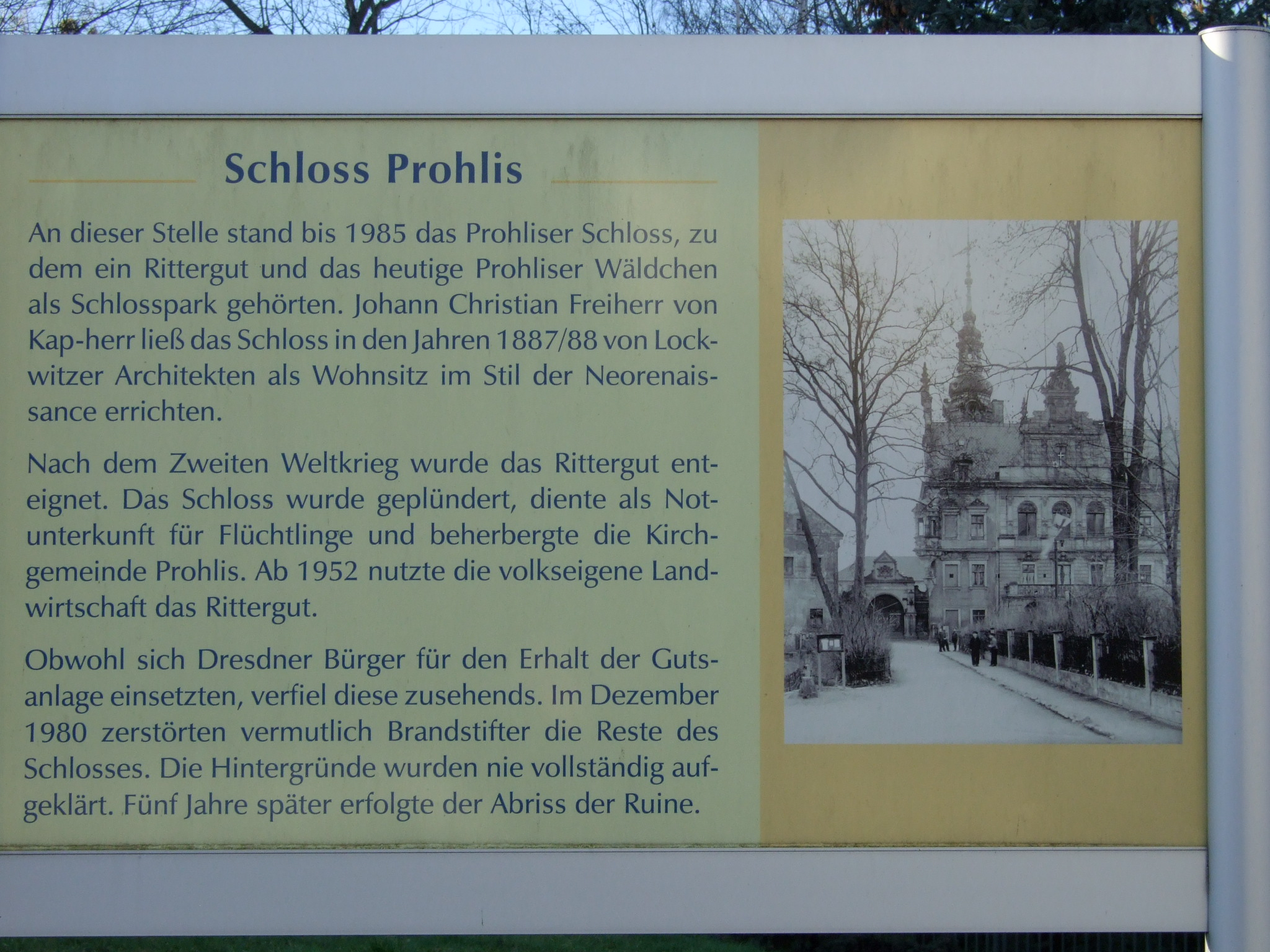
Erinnerungstafel Schloss Prohlis
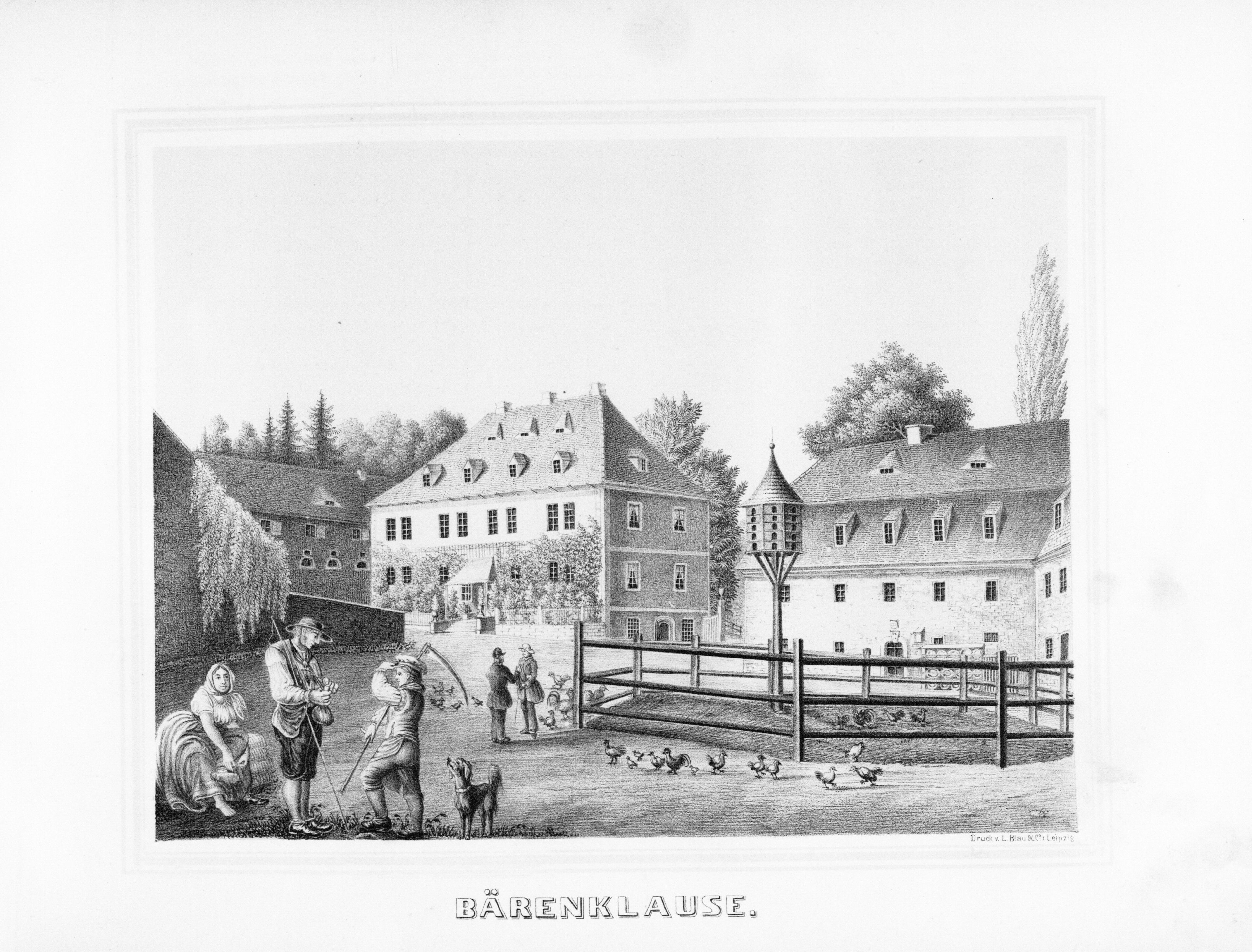
Rittergut Bärenklause
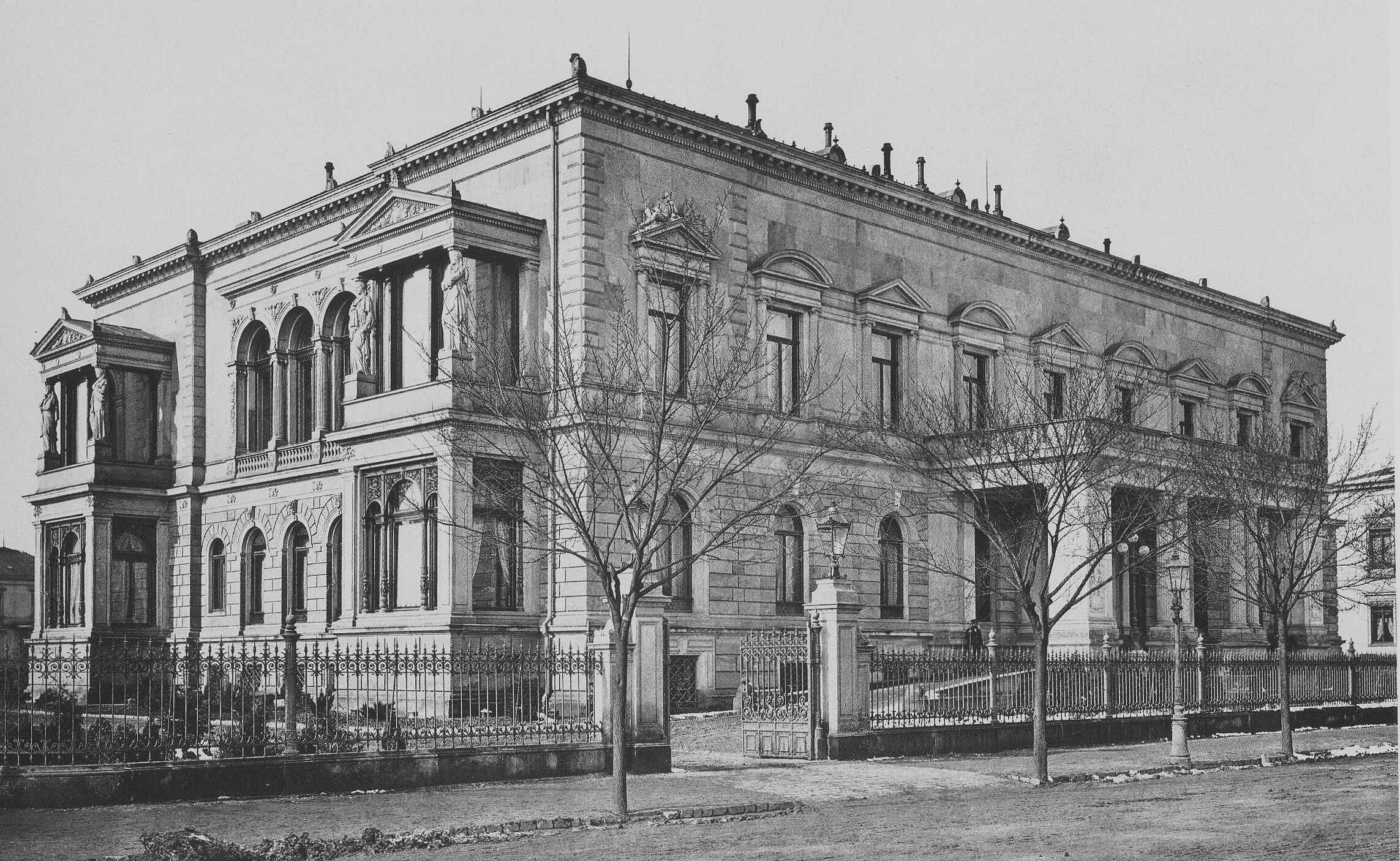
Palais Kap-herr um 1875

### Schloss Lockwitz
Seit 1349 ist Schloss Lockwitz der Mittelpunkt des gleichnamigen Ortes. Das Schloss wechselte zwischen 1349 und 1945 13-mal seine Besitzer. 1866 kaufte Carl Johann Freiherr von Kap-herr das 265 Hektar große und mit dem Kirchenpatronat verbundene Rittergut. Er ließ es unverzüglich von Otto Kreyssig und Carl Kirsten vergrößern und neu gestalten. Mitte der 1920er Jahre betrug die Fläche des Rittergutes nach dem standardisierten Adressbuch der Rittergüter des Freistaates Sachsen konkret 289 ha, davon 26 ha Wald. 1929 richtete Carl Johanns Enkel, Richard von Kapp-herr (1889–1961), Rechtsritter  des Johanniterordens und letzter Schlossherr, im Speisesaal ein Heimatmuseum ein. Im Herbst 1945 wurde das Schloss mitsamt dem anhängenden Rittergut durch die Bodenreform enteignet und die Familie Kap-herr wurde nach Rügen deportiert, von wo aus ihren Mitgliedern später die Flucht in den Westen gelang. Das enteignete Schloss wurde als staatliche Feuerwehrschule und ab den 1960er Jahren als Betriebsberufsschule und Internat des VEB Kombinat Geodäsie und Kartographie, Betrieb Dresden genutzt, von 1990 bis 2001 als Vermessungsschule des Landesvermessungsamtes Sachsen.

### Das Mausoleum der Freiherren von Kap-herr
Das Mausoleum liegt nordöstlich des Krähenhügels oberhalb von Schloss Lockwitz, in dem Gebiet, das heute Krähenwald genannt wird. Es ist ein sandsteinumwölbter Gruftbau mit 48 Grabkammern, der im griechischen Tempelstil errichtet wurde. 1945 wurden die Kammern vollständig geplündert und 1994 schließlich versiegelt. Ein Nachfahre der Freiherren von Kap-herr kaufte später den Krähenwald mitsamt dem Mausoleum, dessen Instandsetzung daraufhin vorgenommen wurde, zurück. Fälschlich wird das Mausoleum manchmal mit einem anderen früher danebenstehenden, aber vergessenen Gebäude verwechselt und Krähenhütte genannt.

### Schloss Prohlis
Das Schloss Prohlis war ein 1887/88 als Umbau aus einem Gehöft entstandenes Schloss im heutigen Dresdner Stadtteil Prohlis. Es wurde 1985 abgerissen, nachdem es 1980 bei einem Feuer stark beschädigt worden war.
Johann Christian von Kap-herr kaufte 1868 den Hof Hänichen. Während langjähriger Umbauten auf dem weitläufigen Gut entstand 1887/88 das Hauptgebäude im Neorenaissance-Stil. Durch Ankauf des Hofes, in dem Johann George Palitzsch gelebt hatte, vergrößerte sich 1884 der Grundbesitz auf 63 Hektar.
Nach dem Zweiten Weltkrieg besetzte die Rote Armee das Gelände. 1947 wurde das Hauptgebäude an die Kirchgemeinde Leubnitz-Neuostra verpachtet und 1948 starb Viktor von Kap-herr. 1952 übernahm die Stadt Dresden das Schlossareal treuhänderisch. 1978 erfolgte die baupolizeiliche Sperrung des Hauptgebäudes. Die Nebengebäude waren bereits dem noch heute so genannten Neubaugebiet gewichen.
1990 wurde die Erbengemeinschaft Kap-herr wieder Besitzer des Geländes, auf dem seit 2007 eine Gedenktafel an die Vergangenheit erinnert.
Fragmente des Schlosses sind erhalten und zum Teil im Palitzsch-Museum zu sehen.

### Palais Kap-herr
Das Palais Kap-herr wird in vielen Büchern als der kostbarste Privatbau Dresdens bezeichnet. Neben dem 1845 bis 1848 von Gottfried Semper für Martin Wilhelm Oppenheim errichteten Palais Oppenheim (seit 1869 Palais Kaskel-Oppenheim) gehörte es zu den stattlichsten Villen in Dresden. Das Palais Kap-herr wurde von 1872 bis 1874 nach Entwürfen von Bernhard Schreiber, einem Schüler Sempers, errichtet. Der Bauherr des Palais war Hermann Christian Freiherr von Kap-herr, welcher durch seine Stellung als Kaiserlich Russischer Staatsrat und Bankier in Russland zu großem Reichtum gekommen war. Der Zweck des mit über 4000 Quadratmeter Nutzfläche verhältnismäßig monumentalen Palais war hauptsächlich ein repräsentativer. 1945 wurde das Palais durch die Luftangriffe auf Dresden zerstört und brannte völlig aus.

## Besitzungen in Mecklenburg
Mit Klein Vielen besaß das Adelsgeschlecht auch eine Begüterung in Mecklenburg. Karl Freiherr von Kapp-herr (1827–1887) begründete dort mit Lockwitz verbunden sogleich einen Familienfideikommiss, mit festgelegter Erbfolge. Hauptwohnsitz des Erben Freiherr Hermann Kapp-herr (1854–1929) blieb aber Schloss Lockwitz bei Dresden. Auf dem Gutshof im heutigen Ortsteil Klein Vielen lebten 1910 gezählte 211 Personen. Kurz vor der großen Wirtschaftskrise 1928/1929 umfasste das Rittergut Klein Vielen mit Hartwigshof der Gebrüder Freiherren von Kapp-herr konkret 1108 ha, davon 151 ha Wald. 1937/1938 verkauften die von Kap-herr das Gut an den Landwirt Herbert Bennecke-Löbnitz. Klein Vielen war von je her ein Allodialgut, die einstigen Nebenbesitzungen wie Adamshof, Brustorf und Liepen dagegen Lehngüter.

## Personen

### Egon Freiherr von Kap-herr
1877 wurde der Schriftsteller Egon Freiherr Kap-herr in Bärenklause bei Kreischa geboren. Er arbeitete als Förster und Landwirt in Livland. Nach einem bewegten Leben, in dem er mehr als 50 Bücher verfasste, setzte er sich mit seiner dritten Frau Maria in einem einer Burg gleichenden Anwesen zur Ruhe. Sein letztes Werk trägt den Namen Die Heideleute von Babenhusen. Die Familiensage besagt, dass Egon „noch beim Beten log“. So ist zum Beispiel seine Geschichte über ein Mammut, welches er in Sibirien gefangen und nach China verfrachtet haben wollte, noch in aller Munde.

### Großmutter und Enkelin

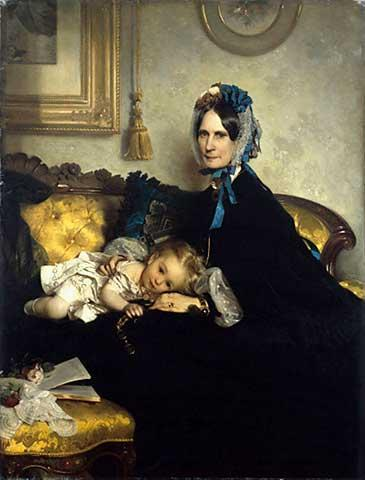
Charlotte Dorothea Freifrau von Kap-herr mit ihrer Enkelin

Dieses großformatige Gemälde ist als Teil der Galerie Neue Meister im Albertinum in Dresden zu sehen. Es ist eines der Meisterstücke des Malers Julius Scholtz und zeigt die Stammmutter der Freiherren von Kap-herr, Charlotte Dorothea, mit ihrer Enkelin. Hermann Christian von Kap-herr hat Julius Scholtz (1801–1877) im Jahr 1863 beauftragt, ein Gemälde seiner Gemahlin mit deren Enkelin Charlotte Maria Julia zu entwerfen. Auf diesen Auftrag folgten noch fünf andere, welche Familienmitglieder der Freiherren von Kap-herr zeigen. Die letzte Ruhe fand Charlotte Dorothea im Mausoleum der Familie zu Lockwitz. Es ist nicht viel über ihre Person bekannt, außer dass sie lange Zeit ihres Lebens in Krankheit verbrachte und schließlich im Alter von 60 Jahren gestorben ist. Auf ihrem Grabstein steht geschrieben: „Nun aber bleibet Glaube, Hoffnung, Liebe, diese drei; aber die Liebe ist die größte unter ihnen“ (1.Cor.13,13).

## Weitere Personen
- Wolfgang von Kap-herr (1898–1970), deutscher Oberst i. G. der Wehrmacht und Automobilclubpräsident